# متلازمة الجلد المسموط العنقودية
متلازمة الجلد المتحرق أو المسموط العنقودية بالإنجليزية(Staphylococcal scalded skin syndrome - SSSS)المعروف أيضا باسم الوليدي الفقاع أو مرض ريتر، أو قوباء فقاعية، هو مرض جلدي تسببه المكورات العنقودية الذهبية وهي عبارة عن جراثيم تفرز صبغة لونها يميل إلى الذهبي. وتنتشر عادة في منطقة الأنف والجلد عند أغلب البشر. ولكنها تكون مسؤولة عن العديد من الأمراض الجلدية التي يرافقها افراز للقيح مثل الجمرة أو الالتهابات الجلديّة والدمل. يحفز هذا المرض بافراز الجراثيم العنقودية الذهبية لسمومها الداخليّة ( أ وب ) والتي تعرف بالسموم التقشرية والتي تتسبب بانفصال في طبقات البشرة وفي حين ينتج أحد السموم في كروموسوم الجراثيم ينتج الآخر في البلازميد . تحتوي هذه السموم على انزيم البروتيز الذي يعمل على انشطار البروتين السكري المتواجد في لب الكروموسوم والمعروف باسم (ديسموغلين) والمسؤول عن ارتباط كلٍ من الطبقة الجلدية التي تحتوي على الكيراتين والطبقة الشوكية التي تفرز الدهون مما يمنع تبخر الماء من الجلد فيحميه من الجفاف.

## الاعراض
تضهر أعراض هذا المرض على شكل بثور مليئة بالسائل وهذه البثور تكون رقيقة من السهل ان تتمزق . ويمكن ات تضهر علامات جلدية سريرية مصاحبة أيضا تعرف باعراض علامة نيكولسكي, والتي تظهر بعد ان ان يقوم المريض بحك الجلد وفرك البثور مما يؤدي إلى تقشر الطبقة الخارجية للجلد .اما عن الاعراض التي تكون شديدة فهي تعرف بمرض ريتر. الذي يظهر عند الوليد وهو الشكل الأكثر حدة في متلازمة الجلد المتحرق العنقودية وتكون هذه الاعراض على شكل مع وجود علامات تشمل احمرار الجلد على نطاق واسع في كثير من الأحيان تكون مناطق الأحمرار مؤلمة، وغالبا ما تنتشر على الوجه ووالأغشية المخاطية. وهي الأكثر شيوعا في الأطفال الذين هم أقل من 6 سنوات، ولكن يمكن أن ينتشر أيضا عندالبالغين الذين يعانون من كبت المناعة أو لديهم فشل كلوي.

## العلاج
الدعامة الأساسية لعلاج SSSS هو الرعاية الداعمة للقضاء على العدوى الأولية. تدابير المحافظة تشمل معالجة الجفاف مضادات الحمى، وإدارة الحروق الحرارية، وتحقيق الاستقرار الجلدي والي يكون في معلالجة جفاف الجلد . وتستعمل أيضا المضادات الحيوية الوريدية كالبنسلين وفي الآونة الأخيرة أصبح من الصعب علاج الأمراض الناجمة عنها لمقاومتها للمضاد الحيوي ( البنسلين ) ) . لذلك، عادة ما يشرك البنسلين مع نافسيلين، أوكساسيلين، أو فانكومايسين. وأحيانا يستخدم الكليندامايسين أيضا بسبب تثبيط لها من السموم الناتجة عن بعض . يشمل علاج المرض العناية الجلديّة التي تمنع اصابة الجلد بالجفاف، استخدام كريمات جلدية لترطيب الجلد والتي قد تحمي المنطقة الجلدية وتلطفها وخاصة الحساسة منها.